# El Mechouar-paleis

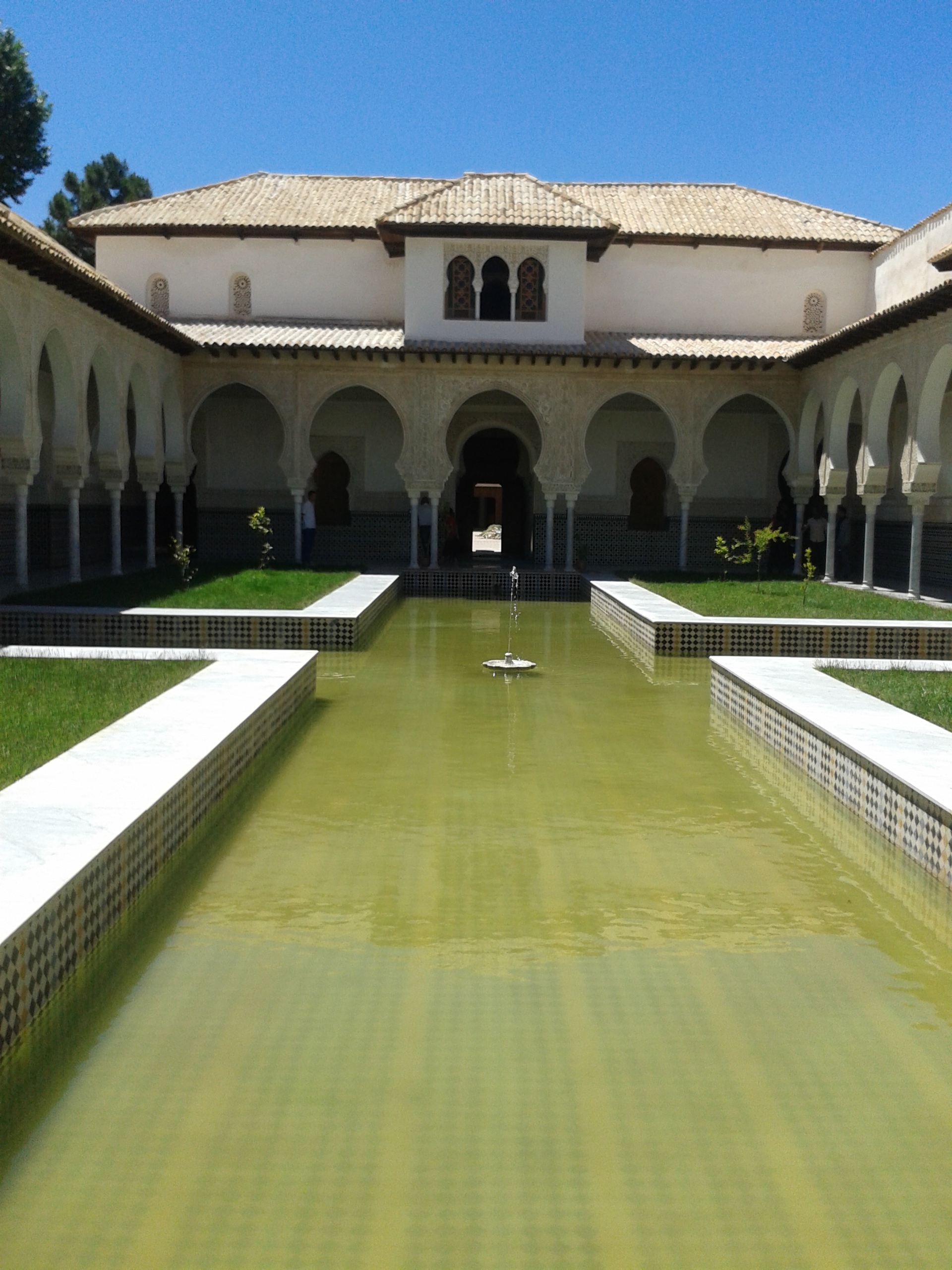
Binnenkant van het El Mechouar-paleis.

Het El Mechouar-paleis (in het Arabisch: قلعة المشور?, Qalʿat al-Mishwar) is een paleis gelegen in Tlemcen een stad in het westen van Algerije. Het was het koninklijk paleis van de Zianidische dynastie, de dynastie die het huidige Algerije regeerde van het midden van de 13e eeuw tot het midden van de 16e eeuw.

## Geschiedenis
Het El Mechouar-paleis maakt deel uit van de gelijknamige citadel, gebouwd in 1145 op de plek waar de Almoravidische sultan Yusuf ibn Tashfin kampeerde tijdens het beleg van Agadir (de oude naam van Tlemcen). De citadel, rechthoekig van vorm, 200 meter lang en 150 meter breed, werd door de Zianidische sultan Yaghmurasan ibn Zayyan omgevormd tot een paleis. Het paleisfort werd de officiële residentie van de Zianiden.
Na de verovering van Tlemcen in 1337 vestigde de Merinidische sultan van de Al-Magreb al-Aqsa (Marokko) Abu al-Hasan Ali zich in het paleis en maakte er zijn uitvalsbasis van in zijn poging om de Maghreb te verenigen. Het was hier dat hij in 1339 een economische en militaire alliantie tekende met de burggraaf van Narbonne Almaric III, ambassadeur van koning Jacobus III van Majorca. Zijn nederlaag bij Kairouan in 1348 maakte een einde aan de heerschappij van de Meriniden over Al-Magreb al-Ausat en Al-Magreb al-Adna en El Mechouar keerde terug naar de controle van Zianiden.
De citadel en het paleis werden vergroot en verfraaid door verschillende Zaianidische sultans. Een moskee werd in het begin van de 14e eeuw gebouwd door Abu Ḥammu Musa I.
De Ottomaanse zeerover Aruj Barbarossa veroverde de citadel in 1516 nadat de inwoners van Tlemcen hem hadden opgeroepen hun sultan Abu Ḥammu Musa III, die trouw had gezworen aan de Spanjaarden, te verdrijven. Aruj Barbarossa controleerde Tlemcen tot 1518. De voormalige sultan van Tlemcen deed een beroep op de Spanjaarden, die hem een leger voorzagen waarmee hij Tlemcen zes maanden lang belegerde. Aruj Barbarossa wist aanvankelijk te ontsnappen, maar werd gevangengenomen en onthoofd door de Spanjaarden. Met het einde van de Zianidische dynastie begon het paleis in verval te raken, de restauratie begon in 2010.

## Etymologie
Mechouar betekent letterlijk ‘raadsplaats’ en dankt zijn naam aan de kamer waar de ministers hadden een ontmoeting met de sultans van de Zianidische dynastie.

## Trivia
- Het El Mechouar-paleis toont sterke gelijkenissen met het Alhambra-paleis in Granada.